# 鼠负鼠属
鼠负鼠属（學名：Marmosa）是負鼠科之下的一個屬，目前包括有19個物種，均為體型細小的新热带界哺乳類動物，分佈於墨西哥至南美洲中部。
本屬是三個已知被稱為「鼠負鼠」的分類單元：另外兩個屬為粗尾鼠负鼠属（Thylamys ）及灰鼠负鼠属（Tlacuatzin）。
细负鼠属（Marmosops）過往也被認為是「鼠負鼠」的一種，但現時普遍認為兩者關係不大。
此外，有六個成員的小尾负鼠亚属（Micoureus）過往曾被視為一個獨立的屬，但在2009年被併入成為本屬之下的一個亞屬。基於一個線粒體和三個核基因的序列比較，Voss等人(2014)另外再建立了Eomarmosa、Exulomarmosa及Stegomarmosa三個新的亞屬。
Eomarmosa與Exulomarmosa這一對及Marmosa與Micoureus這一對亞屬被認為是姊妹系群；而Stegomarmosa這個亞屬被認為是Marmosa再加上Micoureus這兩個亞屬的成員的姊妹系群。
Exulomarmosa分佈於泛安地斯山脈（安地斯山脈以西）。
本屬物種並不是人類獵殺的目標，但由於牠們所棲息的森林受到破壞，牠們的生存亦備受威脅。

## 物種
以下詳列本屬之下的亞屬及其相關之物種：
Subgenus Eomarmosa (Voss, Gutierrez, Solari, Rossi, & Jansa, 2014):
- 红鼠负鼠（英语：Marmosa rubra） Marmosa rubra（英语：Marmosa rubra）：見於厄瓜多尔和秘鲁。

Subgenus Exulomarmosa (Voss, Gutierrez, Solari, Rossi, & Jansa, 2014):
- Marmosa isthmica（英语：Marmosa isthmica）
- 墨西哥鼠负鼠（英语：Marmosa mexicana） Marmosa mexicana（英语：Marmosa mexicana）：分佈於從墨西哥到巴拿马。
- 罗氏鼠负鼠（英语：Marmosa robinsoni） Marmosa robinsoni（英语：Marmosa robinsoni）：分佈於南美洲中部和北部。
- Marmosa simonsi
- 瓦尤鼠负鼠（英语：Marmosa xerophila） Marmosa xerophila（英语：Marmosa xerophila）：見於哥伦比亚，易危(VU)。
- Marmosa zeledoni

同名亞屬 Marmosa (Gray, 1821):
- Marmosa macrotarsus（英语：Marmosa macrotarsus）
- 林氏鼠负鼠（英语：Marmosa murina） Marmosa murina（英语：Marmosa murina）：見於南美洲大部分地區。
- 泰氏鼠负鼠（英语：Marmosa tyleriana） Marmosa tyleriana（英语：Marmosa tyleriana）：見於委內瑞拉南部。
- Marmosa waterhousei

小尾负鼠亚属 Micoureus (Lesson, 1842):
- 阿氏綿鼠負鼠（英语：Marmosa alstoni） Marmosa alstoni（英语：Marmosa alstoni）
- 白腹綿鼠負鼠（英语：Marmosa constantiae） Marmosa constantiae（英语：Marmosa constantiae）
- 綿鼠負鼠 Marmosa demerarae
- 塔氏綿鼠負鼠（英语：Marmosa paraguayana） Marmosa paraguayana（英语：Marmosa paraguayana）
- 小綿鼠負鼠（英语：Marmosa phaea） Marmosa phaea（英语：Marmosa phaea）：又名倭綿鼠負鼠
- 突尾綿鼠負鼠（英语：Marmosa regina） Marmosa regina（英语：Marmosa regina）

Subgenus Stegomarmosa (Pine, 1972):
- 重眉鼠负鼠（英语：Marmosa andersoni） Marmosa andersoni（英语：Marmosa andersoni）：世界自然保護聯盟僅有本物種在秘魯一座山中的分佈，所以將其列為缺乏數據（DD）[6][5]。
- 倭红鼠负鼠（英语：Marmosa lepida） Marmosa lepida（英语：Marmosa lepida）：分佈於蘇利南至玻利維亞

地位未明
- 克丘鼠负鼠 Marmosa quichua：只𧲠於秘魯；
- M. chapmani：只見於特立尼达岛)
- M. ruatanica：只見於哥倫比亞。
- M. simonsi

Tidigare listades ännu fler arter till släktet men de är numera fördelade på släktena Marmosops, 袋负鼠属, Cryptonanus, Tlacuatzin, 小尾负鼠亚属 och 粗尾鼠负鼠属.

## 外部連結
- 維基物種上的相關：鼠负鼠属

Template:Didelphimorphia